# Malakoff (gemeente)
Malakoff is een gemeente in het Franse departement Hauts-de-Seine (regio Île-de-France). De gemeente telde 30.183 inwoners op 1 januari 2022. De plaats is genoemd naar de toren van het Russische stadje Malakoff, die vanwege de Franse inname ervan in de Krimoorlog, er werd nagebouwd. Malakoff maakt deel uit van het arrondissement Antony. De inwoners van deze plaats, die ongeveer vijf kilometer ten zuiden van het centrum van Parijs ligt, worden Malakoffiots genoemd.

## Geografie
De oppervlakte van Malakoff bedroeg op 1 januari 2022 2,07 vierkante kilometer; de bevolkingsdichtheid was toen 14.581,2 inwoners per km², waarmee het tot de dichtstbevolkte gebieden van Europa behoort.
De onderstaande kaart toont de ligging van Malakoff met de belangrijkste infrastructuur en aangrenzende gemeenten.

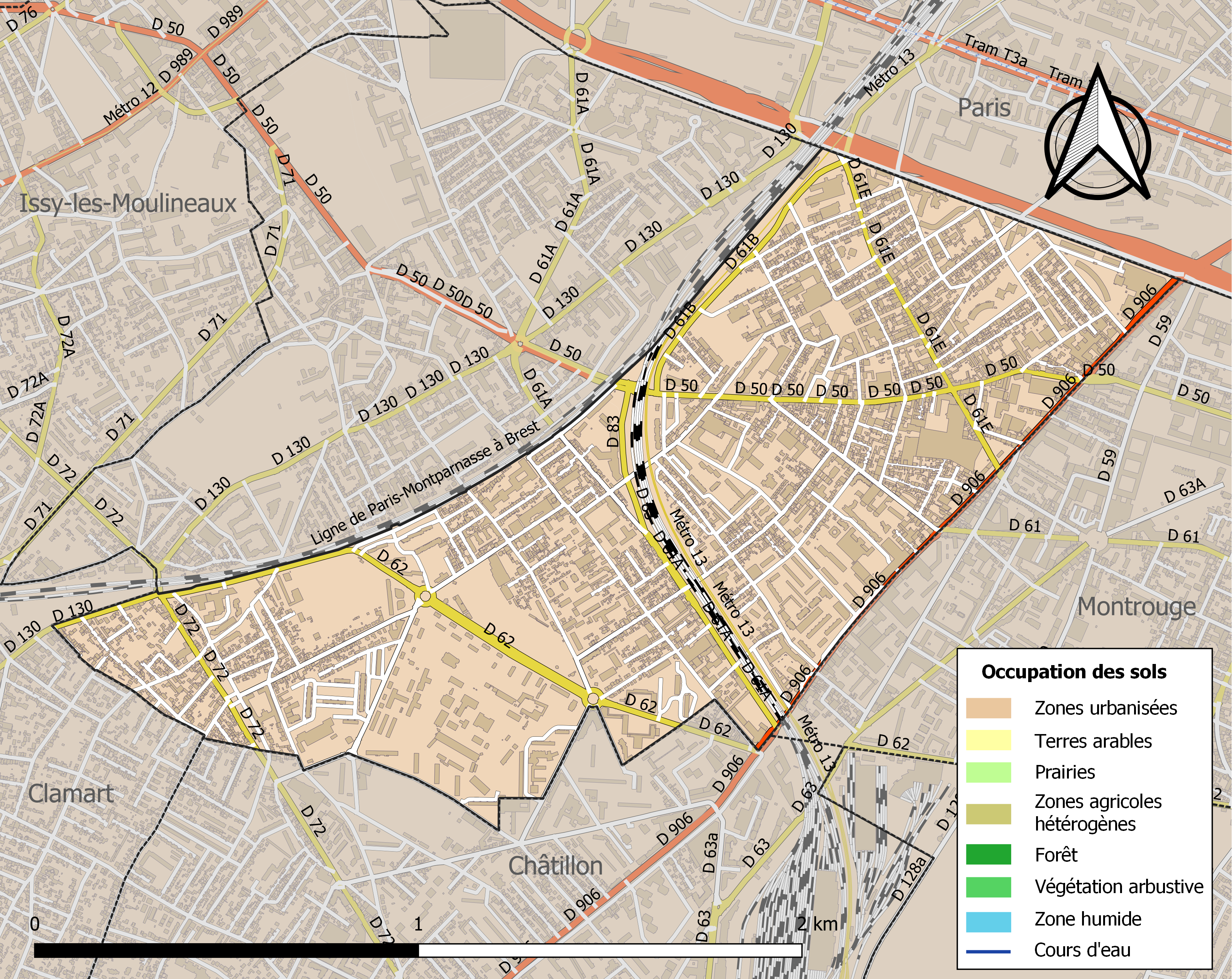

## Demografie
Onderstaande figuur toont het verloop van het inwonertal (bron: INSEE-tellingen). 

In Malakoff bevindt zich het hoofdkantoor van het Franse bureau voor de statistiek INSEE en de school voor statistiek (ENSAE).

## Openbaar vervoer
Malakoff heeft twee stations die behoren tot de Parijse metrolijn 13, en deelt een treinstation met het buurplaatsje Vanves.

Malakoff
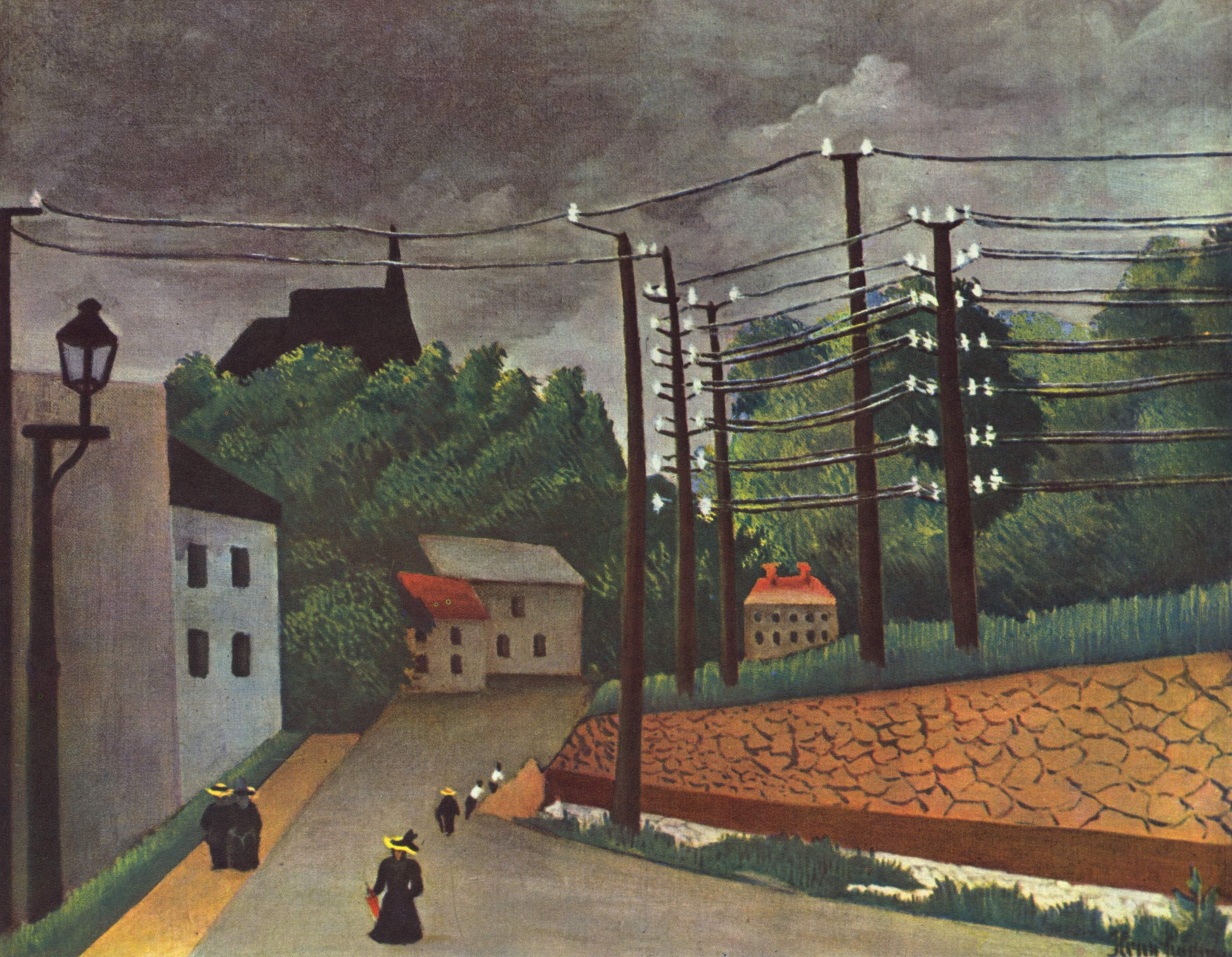
Henri Rousseau: Malakoff, 1898
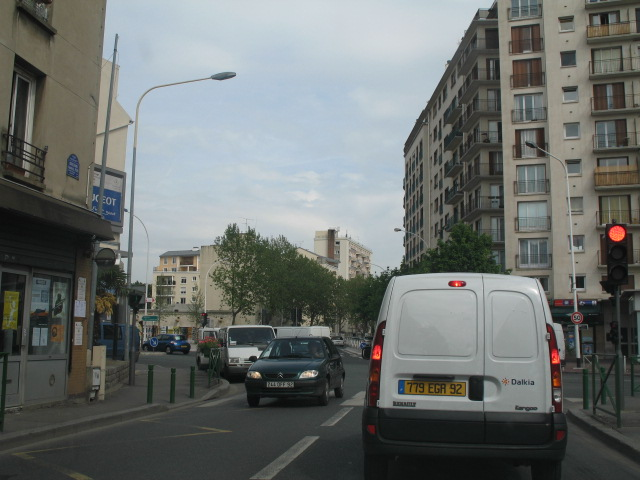
Malakoff, heden
Malakoff bij Parijs